# Magnetic Island
Magnetic Island of Magneticeiland (Vertaald in het Nederlands: Magnetisch eiland) is een eiland in de Australische deelstaat Queensland, net voor de kust van Townsville. Het eiland heeft een oppervlakte van 52 vierkante kilometer en is bergachtig. Magnetic Island heeft ruim 2000 permanente bewoners en is bereikbaar per veerboot vanuit Townsville. Het toerisme is een belangrijke bron van inkomsten.
Het eiland bevat een 27 vierkante kilometer groot nationaal park en vogelreservaat waarin vele wandelroutes zijn aangelegd. Op het eiland komen ook koala's voor en zijn er veel mooie vlinders te spotten. De skink Pygmaeascincus sadlieri komt endemisch op het eiland voor.
De vele baaien en het gunstige klimaat maken het eiland tot een populaire vakantiebestemming. Er zijn dan ook veel hotels en resorts te vinden en er worden veel duikmogelijkheden geboden, vooral op het nabijgelegen Great Barrier Reef.
De naam van het eiland is terug te voeren op het veronderstelde "magnetisch effect" dat het eiland had op het kompas van kapitein Cook tijdens zijn reis langs de oostkust van Australië. De hoogste berg op het eiland is genoemd naar kapitein Cook: Mount Cook is 497 meter hoog.